# 斯蒂芬·茨威格故居

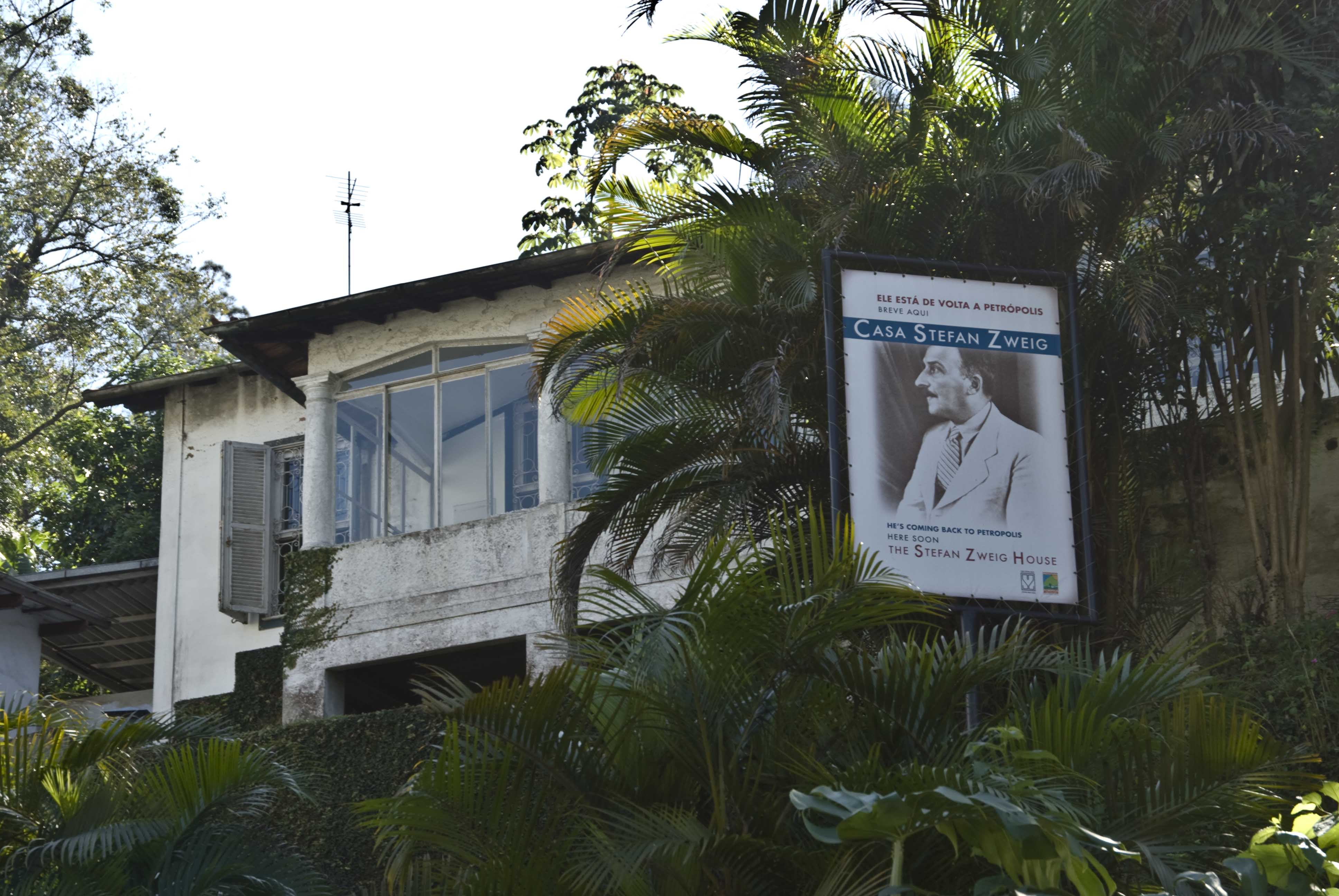
斯蒂芬·茨威格故居

斯蒂芬·茨威格故居（Casa Stefan Zweig）是一个由私人捐助建立的作家故居博物馆、斯蒂芬·茨威格夫妇的最后一个居所，位于巴西里约热内卢州彼得罗波利斯。

## 历史
纳粹党在德国掌权后，斯蒂芬·茨威格和许多艺术家、学者、科学家一样，逃离欧洲。最后，他来到巴西，在此居住了5个月，直到1942年2月22日自杀身亡。在这里，他修改自传 《昨日的世界》（Die Welt von Gestern），起草Schachnovelle 和米歇爾·德·蒙田的传记。
目前，故居已加以修复，作为博物馆开放。